# Pelješki kanal
Pelješki kanal – kanał morski w Chorwacji, pomiędzy wyspą Korčula a półwyspem Pelješac, część Morza Adriatyckiego.

## Opis
Jego długość wynosi 12 km, szerokość waha się od 1,3 do 2,3 km, a głębokość maksymalna 60 m. Rozciąga się na kierunku wschód – zachód. Połączony jest z dwoma innymi kanałąmi: Mljetskim i Korčulanskim. Przez kanał wiodą szlaki morskie do Dubrownika.